# Маанинка, Каарло
Каарло Маанинка (фин. Kaarlo Maaninka; род. 25 декабря 1953, Посио, Лаппи) — финский легкоатлет, серебряный и бронзовый призёр Олимпийских игр в беге на 5000 и 10 000 метров.

## Карьера
На Олимпийских играх в Москве завоевал две медали — серебряную в забеге на 10 000 метров и бронзовую в беге на 5000 метров. На 10 000 уступил эфиопу Ифтеру Мирусу, а на 5000 танзанийцу Сулейману Нямбуи и опять Ифтеру Мирусу. Через год признался, что сделал себе переливание крови перед Олимпиадой, но, по его словам, не это стало причиной высоких результатов.